# Jana Bodnárová
Jana Bodnárová(ur. 21 czerwca 1950 w Jakubowianach) – słowacka poetka, pisarka, dramaturg, scenarzystka, historyk sztuki.

## Życiorys
Bodnárová urodziła się w Jakubowianach w powiecie Liptowski Mikułasz. W latach 1965–1968 uczęszczała do szkoły średniej w Liptowskim Mikułaszu, w latach 1968–1976 studiowała historię sztuki, bibliotekarstwo i łacinę na Uniwersytecie Komeńskiego w Bratysławie. Po studiach przez ponad dziesięć lat pracowała jako konserwator zabytków w Preszowie. W tym czasie pisała artykuły i opracowania na temat współczesnej sztuki.
Od początku lat 90. poświęciła się niemal wyłącznie działalności literackiej. Zadebiutowała książką zawierającą opowiadania Aféra dôvod, za którą otrzymała nagrodę Ivana Kraski. Oprócz poezji i prozy pisze scenariusze słuchowisk radiowych. Odnosi też spore sukcesy jako dramaturg. Od połowy lat 90. zajmuje się tworzeniem i prezentacją spektakli wideo w teatrach eksperymentalnych, a także za granicą m.in. w Lux Centre w Londynie (1998), Centrum kultury w Łodzi (1998), Balász Béla Stúdió w Budapeszcie (1999), Zamku Ujazdowskim w Warszawie (1999), Medzinárodný festival ženské video w Nowym Sadzie (2000).

## Wybrane dzieła

### Proza
- 1990 – Aféra rozum
- 1991 – Neviditeľná sfinga
- 1993 – Z denníkov Idy V
- 1996 – Bleskosvetlo / Bleskotm
- 1996 – Závojovaná žena
- 1999 – 2 cesty
- 2002 – Tiene papradia

### Dramaty
- 1987 – Spiace mesto
- 1990 – Spiace mesto, Kozoroh, Nohy
- 2000 – Sobotná noc

### Poezja
- 1991 – Terra nova
- 1995 – ŠE - PO - TY
- 2000 – Blíženci

### Książki dla dzieci i młodzieży
- 1995 – Roztrhnuté korálky
- 1999 – Dievčatko z veže
- 2000 – Malí, väčší, ešte väčší
- 2001 – Barborkino kino

### Scenariusze
- 1997 – Smutný valčík
- 2000 – Fragmenty z malomesta

### Produkcje radiowe
- 1990 – Osamelosť dvoch izieb
- 1992 – Interview
- 1993 – Mlčanie Emilky D.
- 1995 – Starec a počítačový chlapec
- 1996 – Narciska
- 1998 – Tancovanie v kruhu
- 2000 – Prípad
- 2002 – Ona